# Анжелина Швачка
Анжелина Алексејевна Швачка (укр. Анжелі́на Олексі́ївна Шва́чка) украјинска је оперска певачица (мецосопран). Завршила је Конзерваторијум у Кијеве.